# NN-193
La carretera NN-193 es una vía departamental secundaria ubicada en el departamento de Carazo. Con una longitud de 7.68 kilómetros, fue inaugurada en 2024 y cumple un papel clave en la conexión entre el Empalme San Gregorio y la comarca La Virgen, en el municipio de La Conquista.

## Trazado y cruces
A continuación se muestra el trazado estimado de la carretera NN-193:
| km   | Localidad                          | Departamento | Conexión / Ruta |
| ---- | ---------------------------------- | ------------ | --------------- |
| 0.0  | Empalme San Gregorio, La Conquista | Carazo       |                 |
| 7.68 | Comarca La Virgen, La Conquista    | Carazo       |                 |